# فرانك د. بيكر
فرانك د. بيكر (بالإنجليزية: Frank D. Baker) هو سياسي أمريكي، ولد في 10 أكتوبر 1852 في المملكة المتحدة، وتوفي في 6 يونيو 1927.